# Alexander Michailowitsch Korotkow
Alexander Michailowitsch Korotkow (russisch Алекса́ндр Миха́йлович Коротко́в; * 22. November 1909 in Moskau; † 27. Juni 1961 ebenda) war ein Generalmajor des sowjetischen Auslandsnachrichtendienstes Ministerstwo Gosudarstwennoi Besopanosti (MGB), später
Komitet Gossudarstwennoj Besopasnosti (KGB). Er wurde nach dem Ende des Zweiten Weltkriegs Chef der Auslandsaufklärung in der sowjetisch besetzten Zone Deutschlands (SBZ) und war von 1957 bis 1961 Chef der KGB-Vertretungen in der Deutschen Demokratischen Republik (DDR).

## Leben
Korotkow war 1940 bis 1941 stellvertretender Resident der Sowjetunion in Berlin, zuletzt im Rang eines Obersts. Nach dem deutschen Überfall auf die Sowjetunion 1941 und der Schließung der sowjetischen Botschaft kehrte er nach Moskau zurück.
Nach dem Ende des Zweiten Weltkriegs wurde er erneut nach Berlin entsandt und wurde Chef der Auslandsaufklärung in der SBZ, stellvertretender politischer Berater des Obersten Chefs der Sowjetischen Militäradministration in Deutschland (SMAD) und Leiter der Abteilung Agenten beim Auslandsnachrichtendienst im Komitee für Information beim Ministerrat der UdSSR. In dieser Funktion war er maßgeblich am Aufbau der KGB-Vertretungen in verschiedenen Städten der späteren DDR beteiligt. 1957 wurde er zum Generalmajor befördert und wurde Chef der KGB-Vertretungen in der DDR. Er behielt diese Funktion bis zu seinem Tod 1961.